# Eugen Schmidt (Politiker)
Eugen Schmidt (* 23. Oktober 1975 in Ust-Kamenogorsk, Kasachische SSR, Sowjetunion) ist ein deutscher Politiker (AfD). Er war nach der Bundestagswahl 2021 bis 2025 Mitglied des 20. Deutschen Bundestages und „Beauftragter für Russlanddeutsche“ der AfD-Bundestagsfraktion. Im Zusammenhang mit dem russischen Überfall auf die Ukraine erregte Schmidt wiederholt Aufsehen durch die Wiedergabe russischer Staatspropaganda. Schmidt beschäftigte außerdem laut The Insider und Der Spiegel mit Wladimir Sergijenko eine Person in seinem Abgeordnetenbüro, die sich mit dem russischen Geheimdienst FSB austauschte. Der Mitarbeiter wurde inzwischen ausgebürgert.

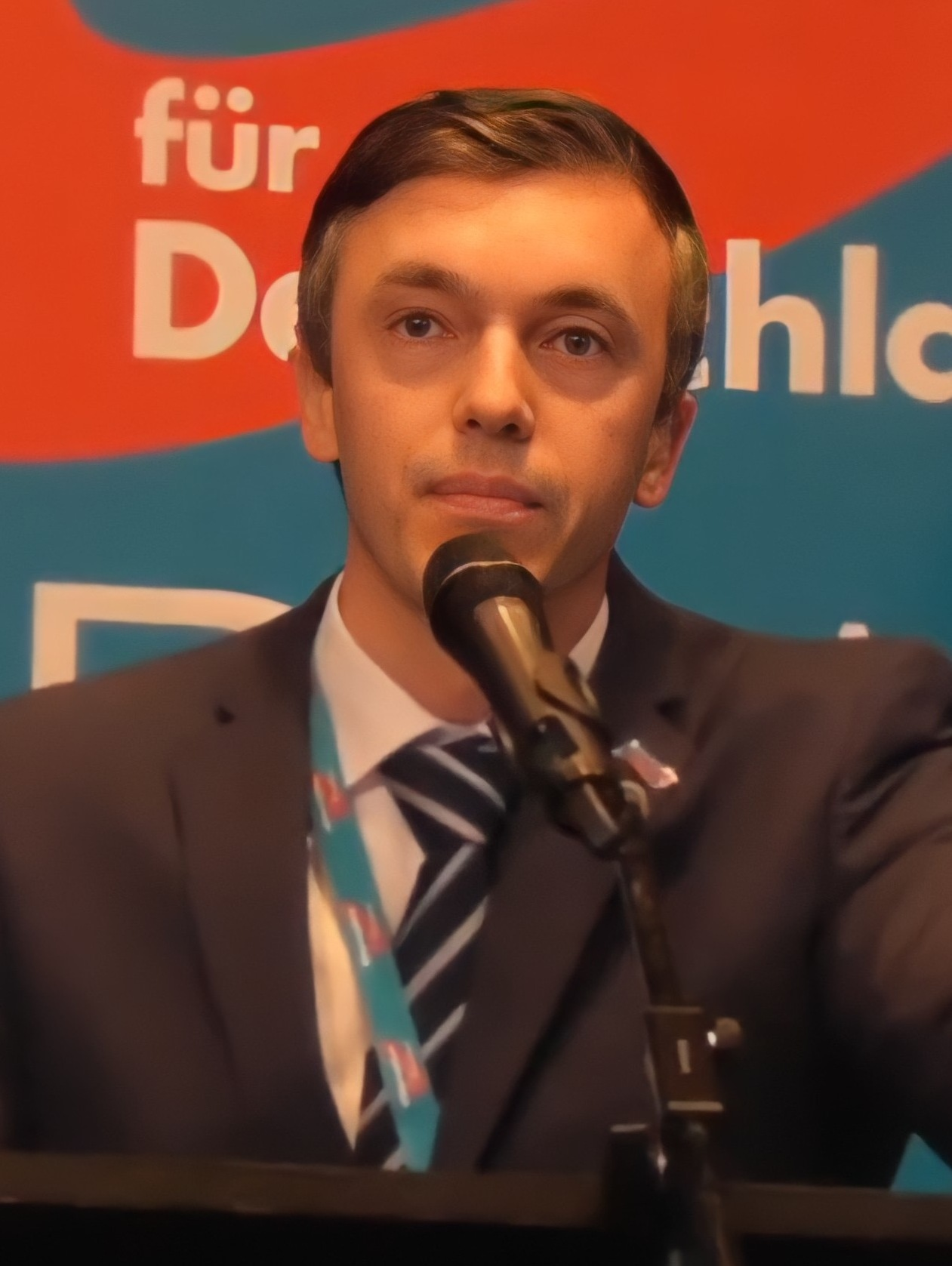
Eugen Schmidt (2017)

## Herkunft, Ausbildung und Beruf
Schmidts Eltern lernten sich Anfang der 1970er Jahre in Ust-Kamenogorsk kennen. Schmidts russlanddeutsche Vorfahren stammen aus der Wolga-Region und wurden in den 1940er Jahren in die Altai-Region deportiert, von dort zogen ihre Kinder nach Ust-Kamenogorsk. Nach dem Zusammenbruch der Sowjetunion zog Schmidts Familie zunächst nach Nowosibirsk, wo sie die russische Staatsbürgerschaft erhielt.
1997 machte Schmidt seinen Abschluss als Diplom-Informatiker an der Ostkasachischen Universität in Öskemen. Schmidt kam 1999 als Spätaussiedler nach Deutschland. Von 2000 bis 2003 arbeitete der Softwareentwickler bei einem Softwarekonzern. Von 2003 bis 2021 war er als Softwareentwickler bei einem Versicherungskonzern im Bereich aktuarielle Mathematik tätig.

## Politische Tätigkeiten
Schmidt ist seit Mai 2016 Mitglied der Partei Alternative für Deutschland (AfD). Er ist stellvertretender Sprecher des Bezirksverbandes Köln, stellvertretender Sprecher des Kreisverbandes Rhein-Erft, Kreistagsmitglied und der Landesbeauftragte für das Netzwerk Russlanddeutsche für die AfD in Nordrhein-Westfalen. Er ist „Beauftragter für Russlanddeutsche“ der AfD-Bundestagsfraktion.
Bei der Bundestagswahl 2021 erhielt er im Bundestagswahlkreis Rhein-Erft-Kreis I 7,0 % der Erststimmen. Über Platz 10 der Landesliste der AfD Nordrhein-Westfalen zog  er in den 20. Deutschen Bundestag ein.

## Positionen und Einordnungen
In zahlreichen Äußerungen verbreitet Schmidt das Narrativ, Deutschland sei ein Unrechtsstaat. Nach Auffassung des Politologen Stefan Meister stellt er sich auf diese Weise in den Dienst der russischen Staatspropaganda. So warnte Schmidt wenige Tage vor dem russischen Überfall auf die Ukraine davor, Russland Angriffspläne zu unterstellen. In der ARD-Sendung Kontraste wurde er daraufhin als „Putins Propagandist im Bundestag“ bezeichnet. Zwei Tage nach Beginn des Krieges behauptete Schmidt dann im Radiosender Komsomolskaja Prawda:

„Es gibt keine Demokratie in Deutschland. Das heißt, es wird eine einheitliche Meinung aufgedrängt, und zwar von der regierenden Elite, und alle anderen politischen Meinungen werden mit allen möglichen Mitteln unterdrückt: im Internet, in den Medien, unter anderem auch durch körperliche Übergriffe auf Andersdenkende.“

Schmidts Fraktionskollege Rüdiger Lucassen warf ihm daraufhin vor, mit solchen Äußerungen Fakten zu verdrehen und der Partei zu schaden. Mit solchen Äußerungen gegenüber einem russischen Sender sei „die Schwelle zum Landesverrat hauchdünn.“
Schmidt reiste 2009 mit einem russischen Pass als Evgeny Shmidt nach Kasachstan ein. Zur Frage, ob er neben der deutschen weiterhin auch die russische Staatsangehörigkeit besitzt, äußerte er sich nicht. Laut Correctiv hatte er bis 2021 einen russischen Pass.
Im Februar 2023 trat Schmidt gemeinsam mit der AfD-Landtagsabgeordneten Olga Petersen in der vom russischen Staatssender Rossija 1 ausgestrahlten propagandistischen Talkshow 60 Minuten auf und meinte dort, dass Russland keine Bedrohung für den Weltfrieden darstelle. Der „Konflikt in der Ukraine“ habe noch vor der Annexion der Krim im Jahr 2014 begonnen. Er fügte hinzu, dass die NATO die „berechtigten Sorgen“ Russlands um seine Sicherheit nicht berücksichtigt hätte und die NATO-Osterweiterung gegen die im Zusammenhang der Wiedervereinigung Deutschlands getroffenen Vereinbarungen gewesen sei. Der Auftritt sorgte in Deutschland für Kritik in verschiedenen Medien.
Schmidt beschäftigte in seinem Bundestagsbüro den Mitarbeiter Wladimir Sergijenko, dem inzwischen wegen „arglistiger Täuschung“ der Behörden die deutsche Staatsbürgerschaft aberkannt wurde. Diese Entscheidung der Berliner Senatsinnenverwaltung wurde inzwischen durch das Oberverwaltungsgericht Berlin-Brandenburg für rechtens erklärt. Sergijenko kann gegen seine Ausbürgerung keine Klage mehr erheben.
Der Ausgebürgerte wird von mehreren Geheimdiensten aus der westlichen Welt verdächtigt, im Dienst der russischen Regierung zu arbeiten. Sergijenko besitzt neben der russischen und ukrainischen auch die deutsche Staatsbürgerschaft; letztere hatte er sich durch das Verschweigen der russischen erschlichen. Er steht auf der Sanktionsliste der ukrainischen Regierung und fiel dem deutschen Zoll zweimal auf, da er größere Geldbeträge mit sich führte. Darin, dass er einen Hausausweis des deutschen Bundestages besaß, lag ein Sicherheitsrisiko. Sergijenko soll nach einer Vorabmeldung des Spiegel in Moskau um Geld gebeten haben, um „mit Abgeordneten der AfD-Bundestagsfraktion“ gegen die deutschen Waffenlieferungen an die Ukraine vor Gericht klagen zu können, eine Darstellung, die von der AfD-Bundestagsfraktion zurückgewiesen wird. Zwar habe man Klage vor dem Verfassungsgericht in Karlsruhe erhoben, dies jedoch auf eigene Kosten und in Unkenntnis etwaiger Bemühungen Sergijenkos. Im Februar 2024 berichtete The Insider und Der Spiegel, dass Sergijenko längere Zeit Kontakte zum russischen Geheimdienst FSB gehabt habe. Schmidt bezeichnete diese Berichte als „Medienkampagne“ und „Oppositionsbekämpfung“ und erklärte, dass Sergijenko auf eigenen Wunsch hin nicht mehr für ihn als Büromitarbeiter tätig sein werde, weil die Berichte dessen Arbeit für ihn unmöglich machen würden.
Im Dezember 2022 sagte Schmidt in einer Rede im Deutschen Bundestag über die Unterdrückung der Proteste im Iran durch die Staatsführung, es müsse über „die innere Ordnung im jeweiligen Land selbst entschieden werden“. Deutschland solle daher auf Dialog setzen. Weiter verwies er auf „Hunderte tote Demonstranten, aber auch 60 getötete Sicherheitskräfte“ und betonte, Gewalt dürfe kein Mittel sein, „egal von welcher Seite“. Diese Rede wurde von Abgeordneten anderer Fraktionen kritisiert, unter anderem wurde der Vergleich mit der Russland-Politik der AfD gezogen, der auf das Ende der Sanktionen und einen Dialog mit dem Putin-Regime abziele.

## Mitgliedschaften
2019 war Schmidt an der Gründung eines Vereins namens Zentralrat der Russlanddeutschen e. V. beteiligt.

## Privates
Schmidt ist verheiratet und Vater von vier Kindern.